# Merionoeda africana
Merionoeda africana là một loài bọ cánh cứng trong họ Cerambycidae.